# Kipkemboi Kimeli
Kipkemboi Kimeli (ur. 30 listopada 1966 w Soy, zm. 6 lutego 2010 w Albuquerque) – kenijski lekkoatleta, biegacz, zdobywca brązowego medalu w biegu na 10 000 metrów na igrzyskach olimpijskich w 1988 w Seulu.